# Duca di Coimbra

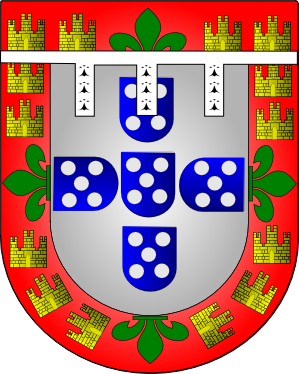
Stemma dell'Infante Pedro, I duca di Coimbra

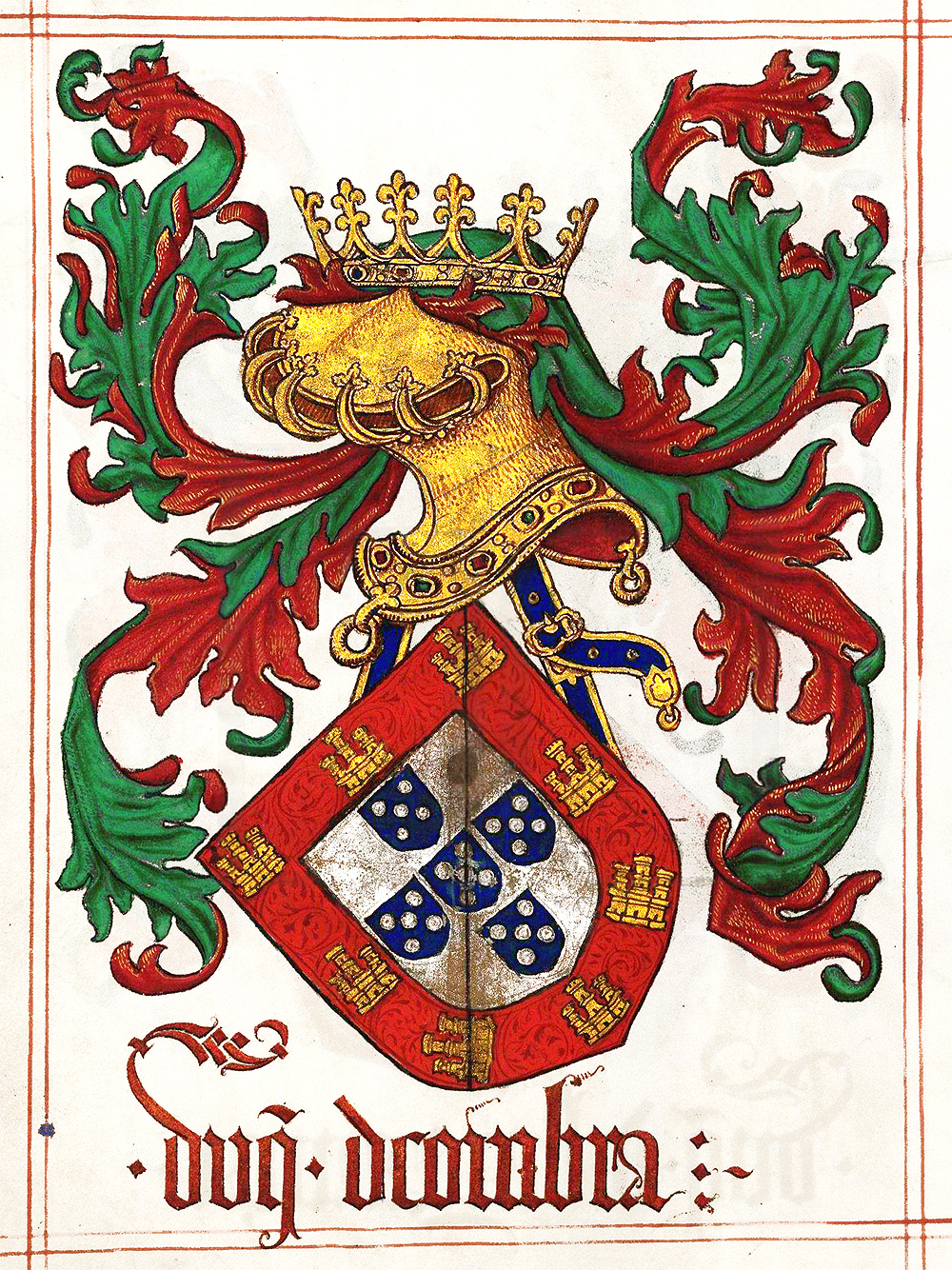
Stemma dell'Infante Giorgio, II duca di coimbra

Duca di Coimbra (in portoghese Duque de Coimbra) era un titolo della nobiltà portoghese detenuto da membri della famiglia reale. Venne creato nel 1415 da re Giovanni I del Portogallo per il suo secondogenito, Pietro d'Aviz. Pietro era reggente del Regno del Portogallo, ma venne ucciso nella Battaglia di Alfarrobeira (1449).
Nessuno dei suoi figli ereditò il titolo, che fu riassegnato al suo pronipote Giorgio di Lencastre, figlio naturale di re Giovanni II del Portogallo.
Il titolo venne conferito nel 1875 all'Infante di Portogallo Augusto di Braganza.

## Duchi di Coimbra
1. Infante Pedro, duca di Coimbra (1392–1449), reggente, terzo figlio di Giovanni I del Portogallo;
2. Jorge, duca di Coimbra (1481–1550), figlio naturale di Giovanni I del Portogallo;
3. Infante Augusto, duca di Coimbra (1847–1889), ottavo figlio di Ferdinando II del Portogallo e Maria II del Portogallo;